# Arrondissement Angers
Angers is een arrondissement van het Franse departement Maine-et-Loire in de regio Pays de la Loire. De onderprefectuur is Angers.

## Kantons
Het arrondissement was tot 2014 samengesteld uit de volgende kantons:
- Kanton Angers-Centre
- Kanton Angers-Est
- Kanton Angers-Nord
- Kanton Angers-Nord-Est
- Kanton Angers-Nord-Ouest
- Kanton Angers-Ouest
- Kanton Angers-Sud
- Kanton Angers-Trélazé
- Kanton Beaufort-en-Vallée
- Kanton Chalonnes-sur-Loire
- Kanton Durtal
- Kanton Le Louroux-Béconnais
- Kanton Les Ponts-de-Cé
- Kanton Saint-Georges-sur-Loire
- Kanton Seiches-sur-le-Loir
- Kanton Thouarcé
- Kanton Tiercé

Na de herindeling van de kantons door het decreet van 26 februari 2014, met uitwerking op 22 maart 2015, zijn dat :
- Kanton Angers-1
- Kanton Angers-2
- Kanton Angers-3
- Kanton Angers-4
- Kanton Angers-5
- Kanton Angers-6
- Kanton Angers-7
- Kanton Chalonnes-sur-Loire ( met uitzondering van een deel van één gemeente)
- Kanton Chemillé-en-Anjou  (deel 6/7)
- Kanton Les Ponts-de-Cé
- Kanton Tiercé  (deel : 8 volledige en één deel van een gemeente)